# Младшая сестра (фильм, 1992)
«Младшая сестра» (англ. Little Sister) — кинофильм.

## Сюжет
Бобби, новичок в своём колледже, хочет поднять свой престиж с помощью картины, которую требует принести ему глава мужского общества, в которое вступил главный герой. Но есть одна загвоздка — картина находится в здании женского общества. Единственным шансом добыть произведение Бобби видит перевоплощение в девушку, что и происходит. При этом он успевает по уши влюбиться в однокурсницу Диану. Но эта игра затягивается, напряжение растёт, и Бобби постепенно понимает, что долго исполнять обе роли не сможет.

## В ролях
| Актёр               | Роль            |
| ------------------- | --------------- |
| Джонатан Сильверман | Бобби / Роберта |
| Алисса Милано       | Диана           |
| Джордж Ньюберн      | Майк            |
| Мишель Мэтсон       | Сибил           |